# Калугіно (Козловський район)
Калу́гіно (рос. Калугино, чув. Калуккасси) — присілок у складі Козловського району Чувашії, Росія. Входить до складу Андрієво-Базарського сільського поселення.
Населення — 46 осіб (2010; 53 у 2002).
Національний склад:
- чуваші — 100 %